# Takebe Kenkō
Takebe Katahiro (Japonés:建部 賢弘); * 1664; † 1739) o Takebe Kenkō fue un matemático japonés de la corriente del wasan. Fue estudiante de Seki Takakazu y jugó un rol crítico en el desarrollo del Enri (Japonés: 円理, "principio del círculo") – un rústico análogo del cálculo occidental. Obtuvo la expansión de la serie de potencias de (arcsin (x))^2 en el año 1722, 15 años antes que Euler. Esta fue la primera expansión de una serie de potencias obtenida por el wasan.
El resultado fue primeramente conjeturado por grandes cálculos numéricos, en los cuales inventó y usó la extrapolación de Richardson. También computó 41 decimales de {\displaystyle \pi }, basado en la aproximación de polígonos y la extrapolación de Richardson.